# Ои (река)
Ои (яп. 大井川 о:игава) — река в Японии на острове Хонсю. Протекает по территории префектуры Сидзуока.
Исток реки Ои находится в Японских Альпах, под горой Аинотаке (или Аинодаке, высота 3.189 м), на границе префектур Сидзуока, Яманаси и Нагано. Река пересекает всю префектуру Сидзуока с севера на юг и впадает в залив Суруга.
Длина реки составляет 168 км, на территории её бассейна (1280 км²) проживает около 80000 человек. В верховьях уклон реки составляет около 1/50～1/100, а ниже плотины Оигава — 1/220 — 1/250. Согласно японской классификации, Ои является рекой первого класса. Объём используемой воды из Ои составляет около 176 м³/с.
Возраст речной системы Оигавы составляет 0,9-0,7 млн лет. В верховьх река течёт в основном через глинистые сланцы и песчаник, поверх которых расположены наносы гравия, норма осадков составляет 2500-3500 мм в год. Господствующими видами растений там являются тсуга южнояпонская, пихта крепкая и бук японский, характерные для японских лесов умеренного климата.
Каване, лежащий в среднем течении реки, является важным центром производства зелёного чая.
Под рекой Ои, согласно планам, должен пройти туннель новой ветки синкансена — Тюо-синкансэн — работающего по технологии маглев (открытие намечалось на 2027 год). Согласно проведённым исследованиям, в туннель ежесекундно будут утекать 2 кубометра воды. Власти префектуры считают, что предложенные решения этой проблемы неудовлетворительны, и блокируют строительство данного участка.
Реку пересекает мост Хорай, построенный в 1879 году.